# Mirosław Kuźniak
Mirosław Kuźniak (ur. 7 sierpnia 1946 w Łodzi, zm. 18 września 2006, tamże) – polski poeta, powieściopisarz, reportażysta.

## Życiorys
W 1964 ukończył naukę w liceum w Łodzi, następnie studiował filologię polską na Uniwersytecie Łódzkim, ukończoną w 1969 roku. Jako poeta zadebiutował w 1965, wierszem pt. „Buenos Aires” opublikowanym na łamach „Odgłosów”, z którymi stale współpracował, zamieszczając w nich wiersze, opowiadania i reportaże, m.in. w ramach cyklu „Rodowody”. Ponadto publikował w dwutygodniku „Pomorze” (1967–1971). W 1969 pracował jako kierownik w Zakładowym Domu Kultury im. J. Marchlewskiego w Łodzi. Od 1974 był redaktorem Redakcji Literackiej Rozgłośni Łódzkiej Polskiego Radia. W ramach pracy przygotowywał słuchowiska poetyckie, reportaże, magazyny literackie. W 1975 został zastępcą redaktora naczelnego.
Był członkiem Korespondencyjnego Klubu Młodych Pisarzy w Łodzi oraz do wyodrębnionej z niego grupy literackiej „Wiadukt”. W 1973 został członkiem PZPR, a w 1977 Związku Literatów Polskich.

## Życie prywatne
Był synem ekonomisty – Mieczysława Kuźniaka i Krystyny z domu Śliwińskiej. Jego żoną była Dorota Chrościelewska – poetka i powieściopisarka, córka pisarza – Tadeusza Chróścielewskiego i pisarki Honoraty Chróścielewskiej.
Został pochowany na cmentarzu św. Rocha na Radogoszczu w Łodzi (N 25, rz. 5, gr. 3)

## Odznaczenia
- Srebrny Krzyż Zasługi (1985),
- Honorowa Odznaka Miasta Łodzi (1985),
- Odznaka „Zasłużony Działacz Kultury”[1].

## Twórczość
- Portrety, Wydawnictwo Łódzkie, Łódź 1968 (wiersze),
- Sentymenty, Wydawnictwo Łódzkie, Łódź 1970,
- Biała podróż, Wydawnictwo Łódzkie, Łódź 1978 (wiersze),
- Rodowody, Wydawnictwo Łódzkie, Łódź 1979 (reportaże),
- Śmierć w pięknym samochodzie, Wydawnictwo Łódzkie, Łódź 1981 (powieść),
- Bajki Mistrza Gadułki, Krajowa Agencja Wydawnicza, Łódź 1983 (współautorka: Dorota Chróścielewska),
- Widok z Ultima Thule, Wydawnictwo Łódzkie, Łódź 1983 (powieść),
- Telefon do losu, Krajowa Agencja Wydawnicza, Łódź 1985 (powieść)[1].